# Morrison Bluff (Arkansas)
Morrison Bluff es un pueblo ubicado en el condado de Logan en el estado estadounidense de Arkansas. En el Censo de 2010 tenía una población de 64 habitantes y una densidad poblacional de 22,61 personas por km².

## Geografía
Morrison Bluff se encuentra ubicado en las coordenadas 35°22′55″N 93°31′8″O / 35.38194, -93.51889. Según la Oficina del Censo de los Estados Unidos, Morrison Bluff tiene una superficie total de 2.83 km², de la cual 2.8 km² corresponden a tierra firme y (1.1%) 0.03 km² es agua.

## Demografía
Según el censo de 2010, había 64 personas residiendo en Morrison Bluff. La densidad de población era de 22,61 hab./km². De los 64 habitantes, Morrison Bluff estaba compuesto por el 93.75% blancos, el 0% eran afroamericanos, el 1.56% eran amerindios, el 0% eran asiáticos, el 0% eran isleños del Pacífico, el 0% eran de otras razas y el 4.69% pertenecían a dos o más razas. Del total de la población el 6.25% eran hispanos o latinos de cualquier raza.